# بيل بورتر
بيل بورتر (بالإنجليزية: Bill Porter)‏ هو لاعب غولف أمريكي، ولد في 18 سبتمبر 1959 في موسيس ليك في الولايات المتحدة.

## وصلات خارجية
- بيل بورتر على موقع رابطة لاعبي الغولف المحترفين (الإنجليزية)